# Esperimento Dosadi
Esperimento Dosadi (The Dosadi Experiment) è un romanzo di fantascienza di Frank Herbert del 1977.

## Trama
Cinque differenti specie di esseri pensanti giocano un ruolo vitale, tra i quali ci sono anche gli umani.
È stata creata la "confederazione dei senzienti", la Consenzienza, una sorta di fratellanza cosmica.
Dosadi è un pianeta isolato dal resto dell'universo tramite una barriera che oscura il suo sole.
I suoi abitanti discendono da un popolo che si era sottomesso alla cancellazione della memoria per partecipare a un imponente esperimento psicologico a lungo termine ma alcune delle cose che hanno appreso hanno così terrorizzato gli autori dell'esperimento da indurli alla decisione di distruggere il pianeta.
(Aforisma Panspechi (Esperimento Dosadi, cap.22, p.153, Ed.Nord))
(Aforisma Gowachin (Esperimento Dosadi, cap.1, p.3, Ed.Nord))
(Valutazione Gowachin dell'Esperimento Dosadi (Esperimento Dosadi, cap.2, p.8, Ed.Nord))